# Omoedus
Omoedus – rodzaj pająków z rodziny skakunowatych i podrodziny Salticinae. Obejmuje 11 opisanych gatunków. Występują na północy krainy australijskiej z centrum bioróżnorodności na Nowej Gwinei.

## Morfologia
Pająki o przysadzistym ciele i różnorodnym ubarwieniu. Nogogłaszczki samca mają palcowatą apofizę retrolateralną na goleni oraz bulbus z retrolateralnym kanalikiem nasiennym zajmującym więcej niż połowę jego szerokości. Dosiebny płat tegularny zwykle jest niewykształcony. U większości gatunków embolus jest silnie skręcony i zatacza więcej niż połowę okręgu, tylko u O. baloghi i O. piceus zatacza niepełny półokrąg. Płytka płciowa samicy ma okienko przedzielone pośrodkową przegrodą. Przewód kopulacyjny zwykle jest silnie wydłużony i mocno poskręcany. Spermateka podzielona jest na dwa zbiorniki, z których pierwszy jest wąski, skręcony i tak mały jak przewód kopulacyjny.

## Ekologia i występowanie
Zwierzęta te występują głównie wśród ściółki i listowia lasów.
Przedstawiciele rodzaju zamieszkują północną część krainy australijskiej. Większość to endemity Papui-Nowej Gwinei lub ogólniej Nowej Gwinei. Dwa gatunki podawane są z Moluków. Po jednym endemicznym gatunku mają Wyspy Aru i Fiji.

## Taksonomia
Takson ten wprowadzony został w 1881 roku przez Tamerlana Thorella. Gatunkiem typowym wyznaczono O. niger, opisanego w tej samej publikacji. Istnieje debata co do zakresu włączanych do tego rodzaju gatunków i tym samym jego diagnozy. W 2012 roku Zhang Junxia i Wayne Maddison zsynonimizowali z nim rodzaje Zenodorus i Pystira. W 2015 roku Zhang i Maddison przenieśli do Omoedus kilka gatunków z rodzaju Margaromma, podając także diagnozę i argumenty za synonimizacją z analizy molekularnej. W 2017 roku Jerzy Prószyński usunął Psytria i Zenodorus z synonimów Omoedus, nie podając jednak nowych diagnoz. W 2020 roku kilka nowych gatunków z tego rodzaju opisanych zostało przez Tamása Szűtsa, Zhang Junxia, Nikolett Gallé-Szpisjak oraz Domira De Bakkera. Autorzy ci podali również modyfikację jego diagnozy.
Według stanu na 2022 rok do rodzaju tego należy 11 opisanych gatunków:
- Omoedus baloghi Szűts, Zhang, Gallé-Szpisjak & De Bakker, 2020
- Omoedus bunbi Szűts, Zhang, Gallé-Szpisjak & De Bakker, 2020
- Omoedus cordatus Berry, Beatty & Prószyński, 1996
- Omoedus danyii Szűts, Zhang, Gallé-Szpisjak & De Bakker, 2020
- Omoedus insultans (Thorell, 1881)
- Omoedus koehalmii Szűts, Zhang, Gallé-Szpisjak & De Bakker, 2020
- Omoedus kulczynskii Prószyński, 1971
- Omoedus niger Thorell, 1881
- Omoedus piceus Simon, 1902
- Omoedus sexualis (Strand, 1911)
- Omoedus torquatus (Simon, 1902)

Rodzaj ten do niedawna umieszczono w podrodzinie Euophoryinae. Po rewizji systematyki skakunowatych z 2015 roku takson ten ma status plemienia w kladzie Simonida w obrębie podrodziny Salticinae. W obrębie tego plemienia Omoedus tworzy klad z Psytria i Zenodorus, na co wskazują wyniki morfologiczno-molekularnej analizy filogenetycznej, którą przeprowadzili w 2015 roku Zhang i Maddison.